# Elantxobe
Elantxobe és un municipi de Biscaia, a la comarca de Busturialdea-Urdaibai. Se situa al vessant aquest de la roca del Cap Ogoño, que protegeix el port pesquer, però l'enorme inclinació del qual conforma una cascada de carrers estrets i escarpades en les quals les cases semblen formar una escala de teulades que arriba fins a la mateixa riba del mar. Aquesta disposició obliga que el poble tingui dos accessos totalment separats, un per baix cap al port i altre cap a la part alta, on una mínima amplària plana és l'única cosa que pot considerar-se una plaça, amb un magnífic mirador i una sorprenent plataforma giratòria que han d'utilitzar els vehicles de major grandària per a poder girar i sortir del poble.

## Història
La vila sorgeix en 1524 amb el port pesquer, prenent certa importància en el segle xvii com port defensiu de la costa biscaïna, que en l'actualitat té ús com a port esportiu. Fins a 1858 va ser un barri del veí municipi de Ibarrangelu. Celebra la seva festa patronal el 29 de juny, dia de San Pedro.